# Asaari Bibang Ngui
Assari Bibang Ngui (Malabo, 1985) és una actriu, escriptora i humorista catalana.

## Biografia
Nascuda a Guinea Equatorial i, des del 1992, crescuda a Catalunya, ha estat molt crítica amb els papers que s'atorguen a les persones negres i afrodescendents i les barreres que les dones negres troben a l'hora de voler dedicar-se a la interpretació a l'Estat espanyol, criticant no solament el racisme existent a la societat sinó també a la indústria audiovisual «en què sempre fan papers de prostitutes o de criades».

## Premis i reconeixements
- 2023 Premis Desalambre en la categoria d'activisme individual.[4]